# Torneo de Estoril 2015
El Millennium Estoril Open 2015 es un torneo de tenis jugado en tierra batida al aire libre y se celebrara en Estoril, Portugal, del 27 de abril al 3 de mayo de 2015. Es la 1ª edición del Millennium Estoril Open, y es parte del ATP World Tour 250 series del 2015.

## Cabeza de serie

### Individual
| Tenista         | Ranking | Preclasificada |
| Feliciano López | 12      | 1              |
| Kevin Anderson  | 17      | 2              |
| Tommy Robredo   | 20      | 3              |
| Leonardo Mayer  | 24      | 4              |
| Richard Gasquet | 27      | 5              |
| Jérémy Chardy   | 37      | 6              |
| Nick Kyrgios    | 41      | 7              |
| Gilles Müller   | 42      | 8              |

- Ranking del 20 de abril de 2015

### Dobles
| Tenista                        | Ranking | Preclasificado |
| Marc López David Marrero       | 43      | 1              |
| Treat Huey Scott Lipsky        | 92      | 2              |
| Mariusz Fyrstenberg Max Mirnyi | 111     | 3              |
| Nicholas Monroe Artem Sitak    | 116     | 4              |

## Campeones

### Individual
Richard Gasquet venció a  Nick Kyrgios por 6-3, 6-2

### Dobles
Treat Huey /  Scott Lipsky vencieron a  Marc López /  David Marrero por 6-1, 6-4